# På hemligt uppdrag
På hemligt uppdrag, (Originaltitel: Soldiers of fortune), amerikansk TV-serie från 1997-1998. 

## I rollerna
- Matthew Shepard - Brad Johnson
- Christopher Yates - Mark Sheppard
- Benny Riddle - Tim Abell
- Margo Vincent - Melinda Clarke
- Jason Walker - Réal Andrews
- Ricardo Valesques -
- Gunter Hauer -